# Gorka de Carlos
Gorka de Carlos García, (1 de agosto de 1977) es un exfutbolista español que jugaba de delantero centro.

## Selección nacional
Ha disputado los tres encuentros internacionales amistosos que ha jugado la selección de fútbol de Navarra, en los que ha marcado tres goles, siendo el máximo anotador histórico.

## Clubes
| Club                         | País   | Años      |
| ---------------------------- | ------ | --------- |
| CA Osasuna B                 | España | 1997-2000 |
| Burgos CF                    | España | 2000-2001 |
| CA Osasuna B                 | España | 2001-2002 |
| CA Osasuna                   | España | 2002-2003 |
| Club de Futbol Reus Deportiu | España | 2003-2004 |
| Real Unión de Irún           | España | 2004-2005 |
| Lorca Deportiva CF           | España | 2005-2007 |
| Nástic de Tarragona          | España | 2007-2008 |
| UE Sant Andreu               | España | 2008-2009 |
| CD Castellón                 | España | 2009-2011 |
| Peña Sport Fútbol Club       | España | 2011      |